# María Berenice Duque
María Berenice Duque (Salamina, Caldas; 14 de agosto de 1898-Medellín, 25 de julio de 1993) de nombre secular Ana Julia Duque Hencker, también conocida como Berenice de Salamina o Madre María Berenice o Madre María Berenice Duque fue una religiosa, teóloga católica colombiana y la fundadora de la Congregación de las Hermanitas de la Anunciación, de los "Misioneros de la Anunciación" y de las "Franciscanas Misioneras de Jesús y María".
El Papa Francisco le impuso el título de venerable, el 12 de febrero de 2019, y autorizó su beatificación el 13 de octubre de 2021, Ceremonia que se celebró en Medellín el 29 de octubre de 2022 en la Catedral Metropolitana de Medellín a las 10:00am.

## Biografía
María Berenice nació en Salamina. Era hija de Antonio José Duque Botero y Ana Berenice Hencker Richter. Fue bautizada el 16 de agosto de 1898 en la Parroquia de la Inmaculada Concepción, en Salamina.
El 31 de octubre de 1902 recibe el Sacramento de la Confirmación de manos de Monseñor Hoyos y el 7 de septiembre de 1907 hizo su Primera Comunión. Fue de gran emoción porque su sueño era recibir a Jesús en su corazón, consciente de lo que aquel misterio de amor ilimitado encierra: “La realidad de Jesús estaba en la Hostia y la alegría de poderlo recibir muchas veces, me dejó en el espíritu una emoción de alegría que no se expresar. También un dolor porque lo dejaban en las iglesias solo y encerrado todas las noches, lo cual me causa pena”.

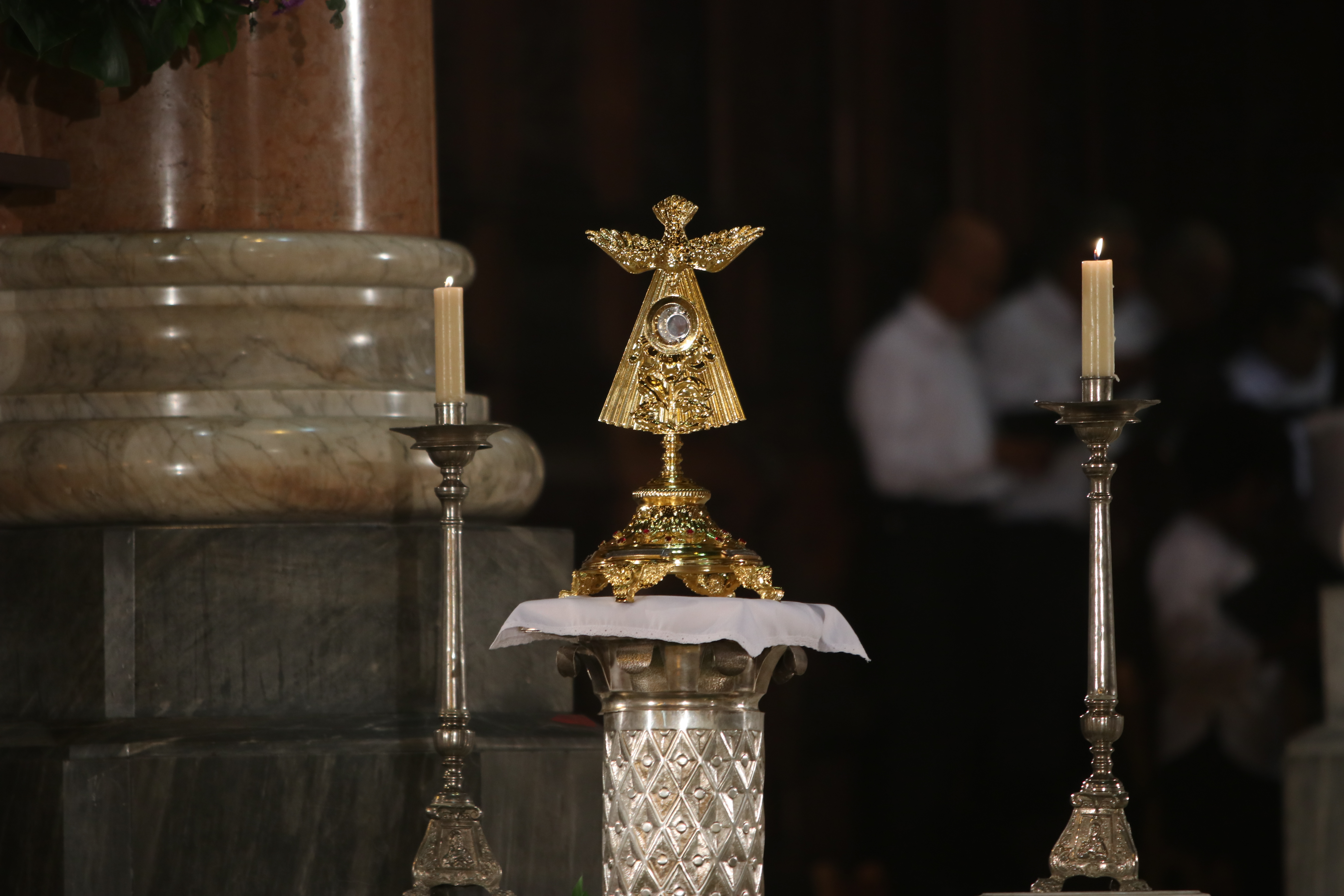
Reliquia de la Beata Maria Berenice Duque, Catedral Basílica Metropolitana de Medellín.

### Trayectoria religiosa
De aquellos pasos pastorales por el barrio Guayaquil, se pueden señalar dos direcciones: en la primera hay una respuesta a la gran preocupación por la formación y promoción de la mujer marginada y la otra es la que señala su dimensión profética. La posición de Madre María Berenice es muy diáfana porque anuncia el génesis de una nueva Congregación; piensa y actúa de acuerdo a las exigencias histórica de su tiempo, que constituye una voz para los sin voz; fue capaz de denunciar viejas estructuras y dar respuesta a ese grito de Dios en los pobres; se enfrenta a este desafío con audacia y prudencia de profeta y crea la Escuela Dominical, que más tarde sería la escuela doméstica y finalmente la Congregación de las Hermanitas de la Anunciación.
Madre María Berenice entró al noviciado de las Hermanas de la Presentación de Bogotá, el 20 de diciembre de 1917. Tomó hábito el 26 de julio y profesó como religiosa el 21 de noviembre de 1919. Fue maestra de la clase superior en los Colegios de San Gil, Ubaté, Rionegro, Manizales, Fredonia. Estuvo en el Noviciado también como maestra, de noviembre de 1930 a 1936 y de abril de 1936 a enero de 1945, en Sonsón. Fue allí donde conoció a un anciano Carmelita que se convirtió en su guía espiritual y quien la ayudó a aclarar muchas verdades que ya intuía pero no conocía en su profundidad.
Le profetizó un futuro lleno de fecundidad para la Iglesia pero no sin antes haber pasado por lo que el anciano llamó una profunda noche oscura de purificación y gracia unitiva. Es notorio el deseo que se desencadena en el corazón de Madre Berenice, de amar a Jesús Eucaristía y padecer por El; se intensifica su deseo de ser Carmelita, así lo consigna en su diario. 
Así pues este pequeño grupo de doce jóvenes piadosas y deseosas de consagrarse a Dios en la vida religiosa pero que eran impedidas por su condición económica y social, será el medio para afirmar definitivamente el llamado del Corazón de Jesús en un elocuente y amoroso “Te lo pido todo”, llamada que ella entendió como una efusión de gracia y misericordia del Dios de la vida y de la historia que siempre llama para algo y nunca para nada.- Lo asumió en su propia vida que la entregó gota a gota como lámpara que se consume en el altar, un 25 de julio de 1993.
En el horizonte apostólico de Madre María Berenice, aparece una preocupación y es la urgencia de la evangelización de las familias que se cristaliza no después de haber superado indescriptibles dificultades causadas por la pobreza, la duda, la incomprensión y la no aceptación de la obra. Se lanza al apostolado en los hogares, que sería la primera jornada evangelizadora de las Hermanitas de la Anunciación.
Así, con la aprobación de Monseñor García Benítez, Arzobispo de Medellín y Padre Cofundador del Instituto y el apoyo espiritual y material de la Madre María Inés, Superiora de la Presentación, se dio apertura a las primeras obras apostólicas de las Hermanitas de la Anunciación al cuidado de los niños en los hogares de las familias pudientes de Medellín. Las primeras mensajeras comprendieron muy bien la palabra de Cristo: “La mies es mucha y los obreros pocos”. El apostolado en los hogares era un gran desafío que debían enfrentar con humildad, sencillez, abnegación, sacrificio y donación total, en una actitud de amor y reparación.
Sintiendo esa necesidad por llegar al más necesitado, la madre Berenice funda la Rama Misionera de las Hermanitas de la Anunciación (hoy conocidas como Hermanas Misioneras Franciscanas de Jesús y de María) el 15 de agosto de 1957. Consagradas al servicio de las familias, niños y jóvenes especialmente de la etnia negra, para llegar a esos lugares que nadie quería llegar.
El 8 de diciembre de 1965 funda el Instituto Domus Dei (hoy conocido como Instituto Religioso Clerical Misioneros de la Anunciación). Sacerdotes y Hermanos Consagrados al servicio de los que sufren la marginación social; mostrando el Rostro misericordioso de Dios.
Madre María Berenice, fiel al espíritu de Jesús siempre sostuvo que: “la palabra apostolado encierra en sí algo que irradia fuerza, entusiasmo, alegría, vida divina, y así deben comprenderla las Anunciatas y vivirla particularmente en los hogares, célula de la sociedad, principio de vida, para aquellos que sean más tarde los ministros de Cristo y de su Iglesia, los gobernantes de los pueblos, dirigentes de obras religiosas santas o madres, según el corazón de Cristo.
El 25 de julio de 1993 falleció tras de sufrir una larga enfermedad tras de padecerla tiempos atrás. Su cuerpo reposa en la casa madre de la orden en Medellín.

## Milagro De Madre Maria Berenice
El milagro atribuido a su intercesión tuvo lugar en el 2001 a un joven de nombre Sebastián Vásquez, diagnosticado con pandisautonomía severa, una enfermedad degenerativa, variante poco frecuente del síndrome de Guillain-Barré. Esta enfermedad lo tuvo en coma en dos ocasiones y muerto clínicamente tres veces. Estuvo en silla de ruedas, comía a través de sondas y sufrió esta rara enfermedad desde los 7 años.
“Una hermanita se enteró del caso y fue a llevarle una oración a la Clínica y una foto de la madre María Berenice y me dijo que me hiciera amigo de ella”, relató en un noticiero reconocido de Colombia.
El 24 de septiembre de 2022 muere Sebastián a un mes y pocos días de la Beatificación de la Madre Berenice.  “Hay designios de Dios que no entendemos, pero tenemos la certeza de que se encuentra gozando de la presencia de Dios y Madre Berenice. Nos reunimos en oración por su familia”, concluye la publicación emitida por la Dirección General de la Congregación Hermanitas de la Anunciación.

## Proceso de canonización

### Beatificación

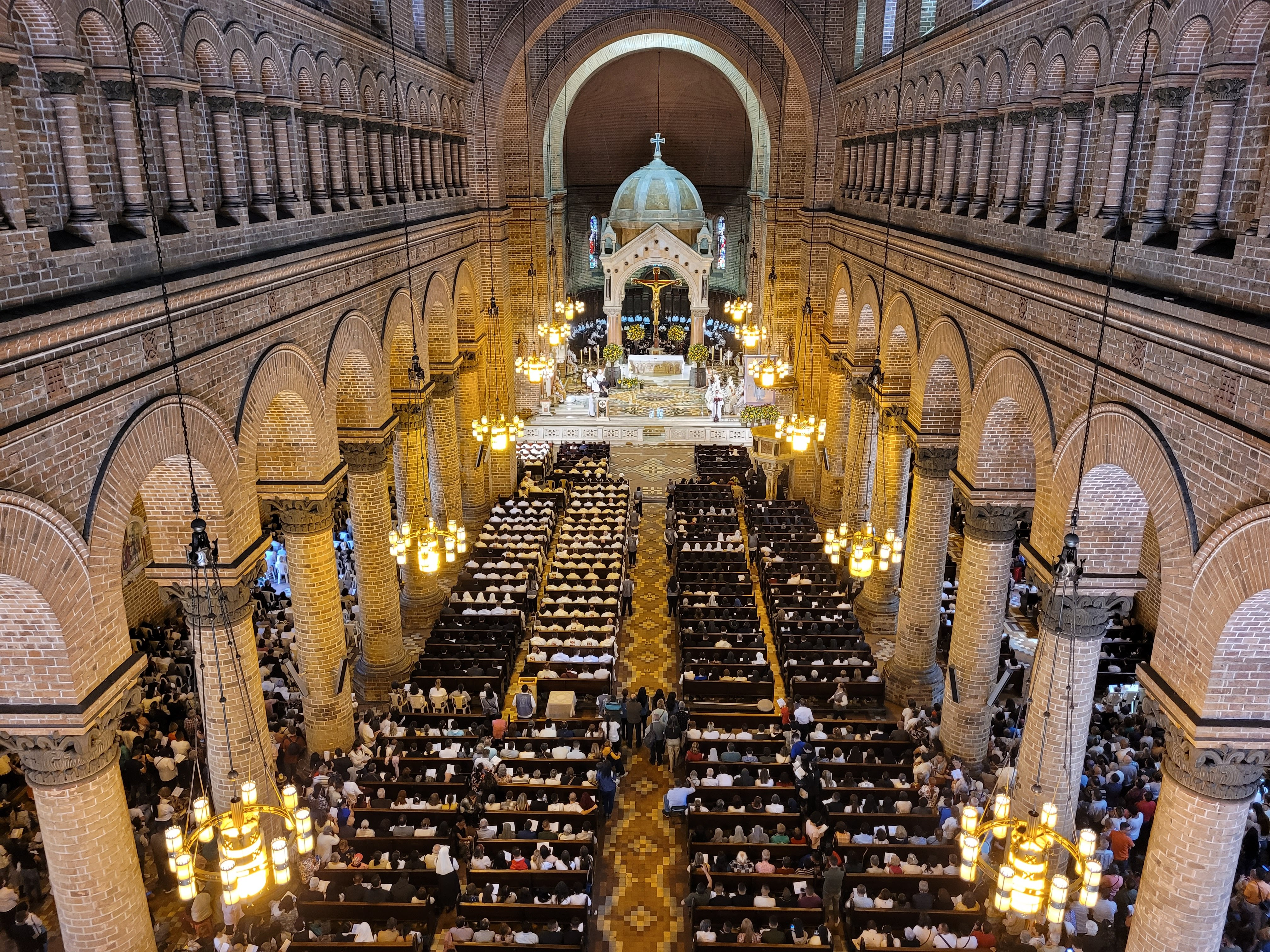
Ceremonia de Beatificación de Maria Berenice Duque, Catedral Basílica Metropolitana de Medellín.

La causa de la canonización de la Madre María Berenice comenzó en 1998 en Medellín. La investigación diocesana terminó en 2003 y se envío a Roma para su estudio por la Congregación para las Causas de los Santos, siendo el papa Juan Pablo II quien dio apertura al proceso de canonización. 
Siguiendo la opinión favorable de las diversas comisiones, el Papa Francisco procedió al reconocimiento de las virtudes heroicas de la Madre María Berenice el 12 de febrero de 2019, otorgándole así el título de Venerable. El 13 de octubre de 2021, Francisco declaró satisfechos los requisitos exigidos para la beatificación de la religiosa el 29 de octubre en Medellín.
Sobre las 10 a. m. comenzó la ceremonia presidida por el cardenal italiano Marcello Semeraro, Prefecto del Dicasterio de las Causas de los Santos.
Con aplausos se realizó el develado de una pintura en gran formato de la nueva beata mientras se leía la carta de inscripción emitida por el Papa Francisco y se exhibía una reliquia de primer grado de la nueva Beata.